# جاک دیچبرن
جاک دیچبرن (انگلیسی: Jock Ditchburn; ۱۳ مارس ۱۸۹۷ – ژانویه ۱۹۹۲ (aged 94)) بازیکن فوتبال بود.
از باشگاه‌هایی که در آن بازی کرده‌است می‌توان به باشگاه فوتبال ساندرلند اشاره کرد.